# Йомби-Опанго, Жоаким
Жак-Жоашен Йомби-Опанго (фр. Jacques Joachim Yhombi-Opango; 12 января 1939, Форт-Руссе — 30 марта 2020, Нёйи-сюр-Сен), в русскоязычных источниках обычно Жоаким Йомби-Опанго — конголезский генерал, политик и государственный деятель. При марксистско-ленинском режиме президента Нгуаби — командующий конголезской армией, после убийства Нгуаби — президент Народной Республики Конго в 1977—1979 годах. Отстранён от власти военным переворотом, при президенте Сассу-Нгессо дважды находился в заключении. После политической реформы 1991 года — лидер партии Объединение за демократию и развитие. При президенте Лиссубе в 1993—1996 годах — премьер-министр Конго, проводил либеральные экономические реформы. Эмигрировал из Конго в результате поражения Лиссубы в гражданской войне 1997 года. После возвращения в Конго — оппозиционный политик. Скончался при пандемии коронавируса.

## Ранняя биография
Родился в департаменте Кювет, земляк Мариана Нгуаби. Начальное образование получил на родине в Форт-Руссе. В 1957 году окончил браззавильскую Школу военной подготовки имени генерала Леклерка.
До 1960 года Жоаким Йомби-Опанго служил во французских войсках в Чаде. В 1960—1962 годах продолжал военное образование во Франции. Окончил Сен-Сир в звании лейтенанта.
Вернувшись в Конго в 1963 году, командовал армейским батальоном. В 1965 году возглавил военную канцелярию президента Альфонса Массамба-Деба. В начале 1968 служил военным атташе Конго в СССР.

## Старший офицер
В июле-августе 1968 года в результате военного мятежа был свергнут президент Массамба-Деба. Власть перешла к Национальному совету революции во главе с Марианом Нгуаби. В конце года Нгуаби был провозглашён президентом. Жоаким Йомби-Опанго получил командование десантным батальоном и звание команданте. В сентябре 1969 года Йомби-Опанго назначен начальником генерального штаба в ранге командующего армией.
Принадлежал к ближайшему окружению президента Нгуаби. С момента создания Конголезской партии труда (КПТ) являлся членом ЦК. Йомби-Опанго считался в правящей марксистско-ленинской КПТ представителем правого крыла, но поддерживал курс Нгуаби. Позиция Йомби-Опанго в КПТ иногда сравнивается с «правым уклоном» в ВКП(б).
Как командующий армией, сыграл решающую роль в подавлении попытки переворота 22 февраля 1972 года. Под его руководством было подавлено ультралевое повстанческое Движение 22 февраля.
В октябре 1973 года президент Нгуаби отстранил его с поста командующего армией и назначил генеральным инспектором вооруженных сил, одновременно присвоив звание полковника. С середины 1974 года Йомби-Опанго курировал оборону, безопасность, а также систему почты и телекоммуникаций. При этом он находился в постоянной служебной конкуренции с Дени Сассу-Нгессо.

## Мартовский кризис 1977
В декабре 1975 года на внеочередном заседании ЦК КПТ Мариан Нгуаби объявил курс на «радикализацию революции». Йомби-Опанго был выведен из партийного руководства, снят с должности генерального инспектора армии и переведён в дирекцию Национального совета общественных работ, что являлось заметным понижением. При этом функции курирования обороны и безопасности отошли к Сассу-Нгессо.
В стране росло недовольство, брожение распространялось в аппарате и активе КПТ. Политические конфликты происходили на фоне экономических неурядиц и усиления социальной напряжённости. На этом фоне Ж. Йомби-Опанго становился консолидирующей фигурой оппозиции.
Положение максимально обострилось с начала марта 1977 года. 11 марта Йомби-Опанго провёл совещание группы функционеров. Присутствующие констатировали неадекватность президента и обдумали меры по его нейтрализации. В то же время большинство из них выступали против физического устранения Нгуаби.
13 марта президент Нгуаби в публичном выступлении намекнул на предстоящее кровопролитие. 18 марта он был убит группой капитана Бартелеми Кикадиди при посещении генерального штаба, к тому времени возглавляемого Сассу-Нгессо.

## Президент
В момент убийства президента Йомби-Опанго находился в Овандо. Он немедленно вернулся в Браззавиль и возглавил Военный комитет партии, принявший на себя всю полноту власти (его заместителем стал Сассу-Нгессо). Организатором заговора и убийства Нгуаби был объявлен бывший президент Альфонс Массамба-Деба, расстрелянный 25 марта.
3 апреля 1977 года, на следующий день после похорон Нгуаби, Ж. Йомби-Опанго был объявлен президентом, премьер-министром и верховным главнокомандующим вооружёнными силами Народной Республики Конго (НРК). 6 апреля он принёс присягу как глава государства. В своей речи он заявил о намерении продолжать «социалистическое строительство» по заветам Мариана Нгуаби.
Его президентство характеризовалось ужесточением полицейского режима. Постоянно действовал комендантский час. Под предлогом расследования «заговора Массамба-Деба» был осуществлён ряд арестов, в начале 1978 проведён показательный процесс. 10 обвиняемых из 42 были казнены. Среди репрессированных оказался, в частности, бывший премьер-министр и будущий президент Конго Паскаль Лиссуба — ему был вынесен смертный приговор, после протестов лидеров Франсафрики заменённый пожизненным заключением. В то же время непосредственный исполнитель убийства Нгуаби капитан Кикадиди был убит при задержании, что окончательно затемнило картину заговора. В августе 1978 года прошла новая серия арестов и готовился следующий процесс (так и не состоявшийся) — по обвинению в заговоре против самого Йомби-Опанго.
Велась кампания дисциплинирования государственного аппарата. Проводился финансовый курс жёсткой экономии с целью сбалансирования бюджета. Укреплялись личная власть президента. В январе 1978 года он присвоил себе — впервые в конголезской армии — звание бригадного генерала. Впоследствии в советских источниках Йомби-Опанго критиковался за демонстративную роскошь в личном быту.
При этом произошли изменения во внешней политике. Нормализовались отношения с Францией, крайне напряжённые при Нгуаби, были восстановлены дипломатические отношения с США.
В партийно-государственном руководстве продолжалось противоборство между президентом и министром обороны Д. Сассу-Нгессо. Министр настаивал на возвращении ЦК КПТ прежних прерогатив, ещё при жизни Нгуаби переданных внеуставным и внеконституционным структурам. Распространялись листовки, осуждающие Йомби-Опанго за коррупцию и обвинявшие в убийстве Нгуаби. Аналогичные обвинения в неофициальном порядке предъявлялись и Сасу-Нгессо.

## Отставка и арест
5 февраля 1979 года президент вынужден был созвать пленум ЦК КПТ. Неожиданно для себя он столкнулся с враждебно настроенным большинством сторонников Сассу-Нгессо и сложил полномочия главы государства и партии. 8 февраля президентом НРК был объявлен Дени Сассу-Нгессо.
14 марта 1979 года, смещённый со всех постов, был без суда помещён под домашний арест. Его имущество подверглось конфискации. Освобождён в ноябре 1984 года, в июле 1987 года арестован вновь по обвинению в трайбалистском заговоре против Сассу-Нгессо.

## Реформа и реабилитация
С августа 1990 года президент Сассу-Нгессо объявил программу демократизации. Были освобождены политические заключённые, в том числе Йомби-Опанго. Он обратился в суд с требованием вернуть конфискованное имущество, иск был удовлетворён.
В 1991 году Национально-государственная конференция КПТ приняла программу политических реформ. Марксизм-ленинизм как государственная идеология был отменён, декларирован переход к многопартийной демократии и рыночной экономике. Страна снова стала называться Республикой Конго. Были политически и юридически реабилитированы бывшие президенты Фюльбер Юлу, Альфонс Массамба-Деба, Жоаким Йомби-Опанго. (При этом некоторые делегаты конференции возлагали на Йомби-Опанго и Сассу-Нгессо ответственность за убийство Нгуаби.)

## Премьер-министр
В конце 1990 года учредил партию Объединение за демократию и развитие. В августе 1992 гола баллотировался в президенты, но занял лишь шестое место с 5 % голосов.
Поддержал, вместе со своей партией, избранного президента от оппозиции Паскаля Лиссубу. С 1993 по 1996 год занимал пост премьер-министра и проводил либеральную экономическую политику. Именно в период его премьерства была проведена девальвация конголезского франка, резко сократились государственные расходы. Действия на премьерском посту были диаметрально противоположны его же деятельности в период правления КПТ.

## Оппозиционер
В 1997 году в Конго разразилась гражданская война, в которой Ж. Йомби-Опанго поддерживал президента Лиссубу. Несколько близких родственников Йомби-Опанго были убиты боевиками Сассу-Нгессо из ополчения «Кобры». После поражения Лиссубы от войск Сассу-Нгессо, поддержанных ангольской интервенцией, Йомби-Опанго вынужден был эмигрировать в Габон, затем в Кот д’Ивуар и во Францию.
В декабре 2001 года был заочно осуждён в Конго на 20 лет лишения свободы по обвинению в хищении средств от продажи нефти (тогда же к 30 годам был заочно приговорён также эмигрировавший Лиссуба). Сам он категорически отрицал свою вину.
Символический жест примирения сделал президент Сассу-Нгессо в 2004 году. По его поручению советник президента генерал Окемба возложил цветы на могилы родителей Йомби-Опанго. На церемонии присутствовали жена экс-президента Мари-Ноэдь и сын Жан-Жак, специально прибывшие из Франции.
В 2007 году был амнистирован. В 2010 году вернулся в Конго и снова включился в оппозиционную политическую деятельность.

## Смерть
Последние годы регулярно лечился во Франции. Скончался в возрасте 81 года. Смерть наступила в Американском госпитале Нёйи-сюр-Сен, где он проходил лечение от COVID-19. О кончине объявил сын, Жан-Жак Йомби-Опанго, официальное подтверждение прозвучало по конголезскому телевидению.